# 卡塞塔王宮
卡塞塔王宮（義大利語：Reggia di Caserta，義大利語發音：[ˌrɛdʒdʒa di kaˈzɛrta]）是位於義大利南部卡塞塔，由那不勒斯王國波旁王朝所建造的的前皇家宅邸。其擁有235000平方米的占地面積和1200個房間，为世界最大的宮殿建築，也是18世紀歐洲最大的建築物之一。1997年，聯合國教育科學文化組織指定卡塞塔王宮為世界文化遺產。

## 历史

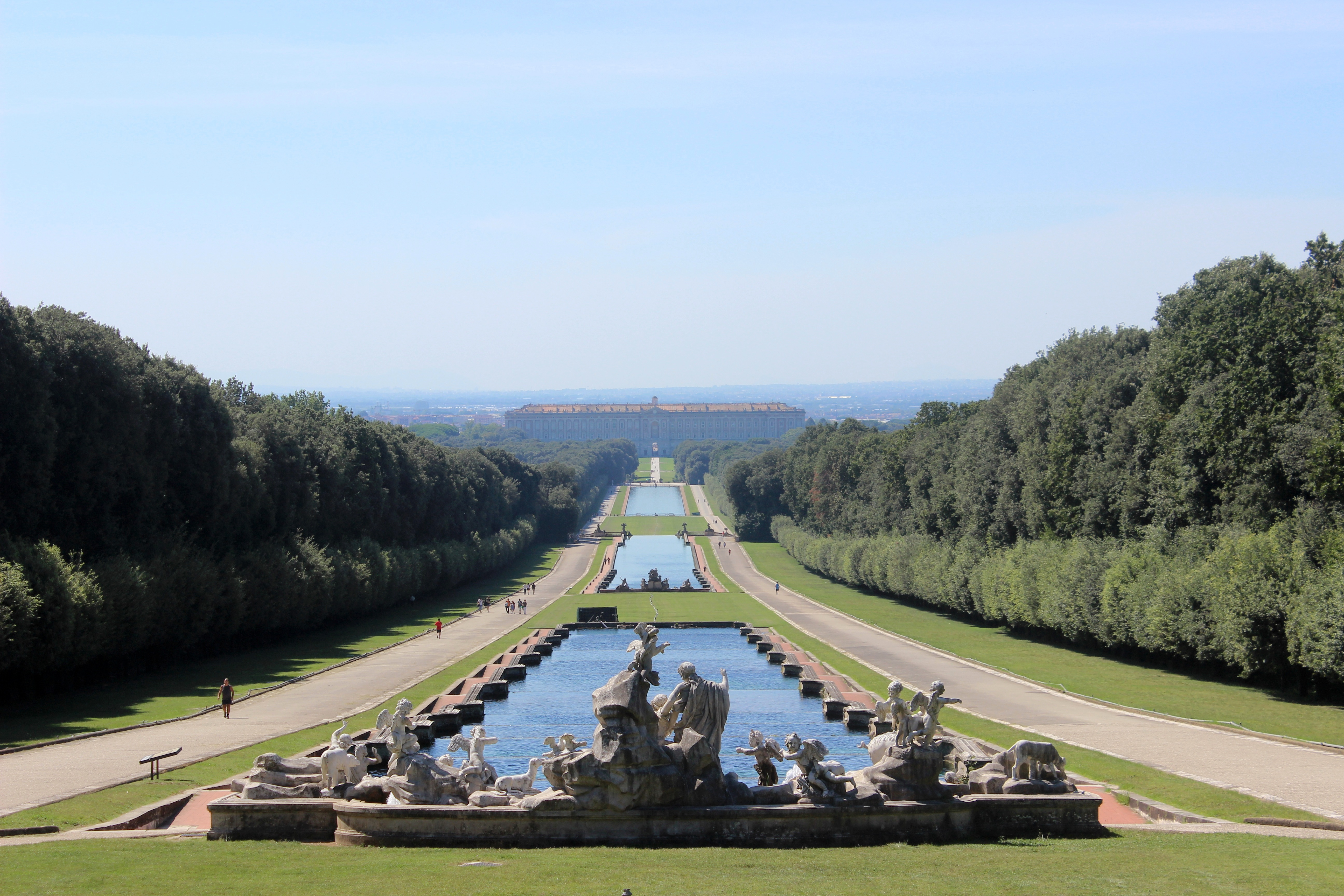
卡塞塔王宮

1752年，时任那不勒斯国王卡洛斯三世 (西班牙)看到了建筑师路易吉·范维德里的王宫模型之后下令修建卡塞塔王宫，但他一天也没有在王宫里休息过，因为1759年他继承了兄长的王位，成为了西班牙国王。因此这项工程就交托给了他的第三子和继承人费迪南多一世 (两西西里)。卡塞塔王宫的灵感来自于凡尔赛宫，尽管在结构和处理方式上截然不同。该项目只完成了一部分，路易吉·范维德里1773年去世后，工程留给了他的儿子和其他建筑师，直到费迪南多一世时期才得以完成。
从1923年到1943年以及第二次世界大战期间，王宫是意大利空军学院的所在地。随着1943年盟军入侵，王宫被用作盟军最高司令的办公处，先后有亨利·梅特兰·威尔逊，第一代威尔逊男爵和哈罗德·亚历山大，第一代突尼斯的亚历山大伯爵入住。1945年4月，王宫成为了意大利和奥地利阵线上的60万至90万德國軍隊和殘餘意大利軍隊无条件投降的签字处。1945年同盟国第一次战争审判也设在这里。德国步兵上将安东·多斯特勒被判处死刑，在附近的阿韦尔萨执行。在王宫背后的左手边，有一处兵营。 在第二次世界大战期间，美国第五军團的士兵在这里的一个“休息中心”疗养。

## 流行文化
·《星球大战幽灵的威胁》中，因其宏伟的走廊被用作纳布星球的王宫，《克隆人的进攻》中也有一些简短的场景曾在上层前厅取景。

## 画廊

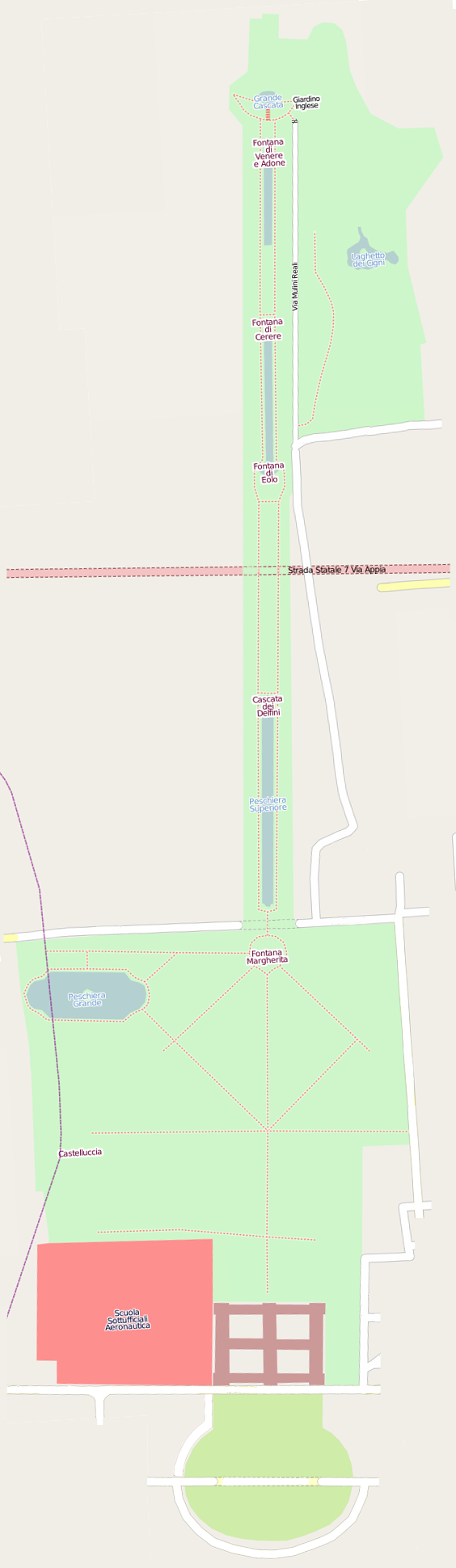
卡塞塔王宫以及后花园地图

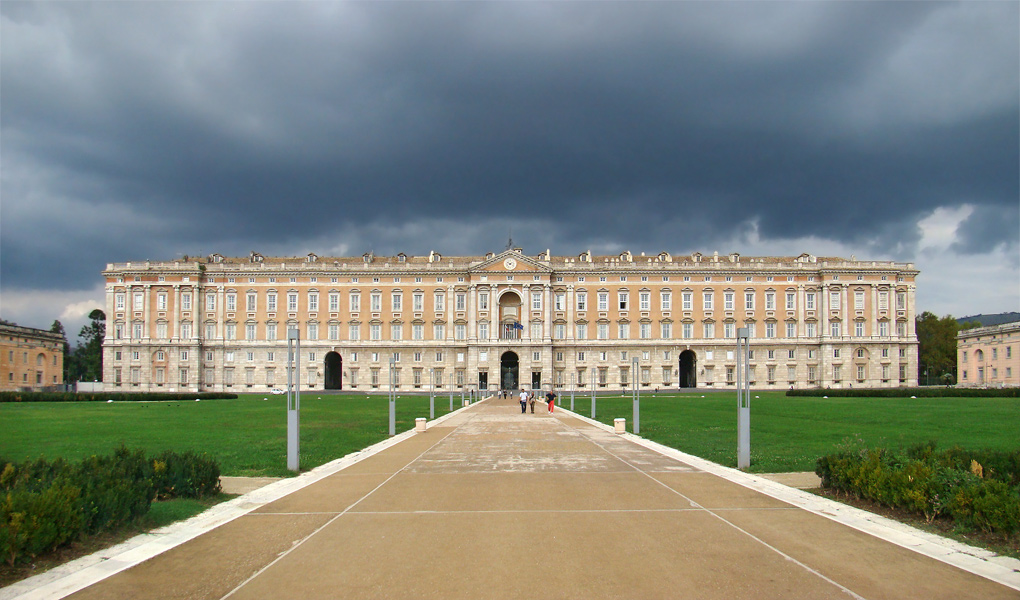
王宫正面
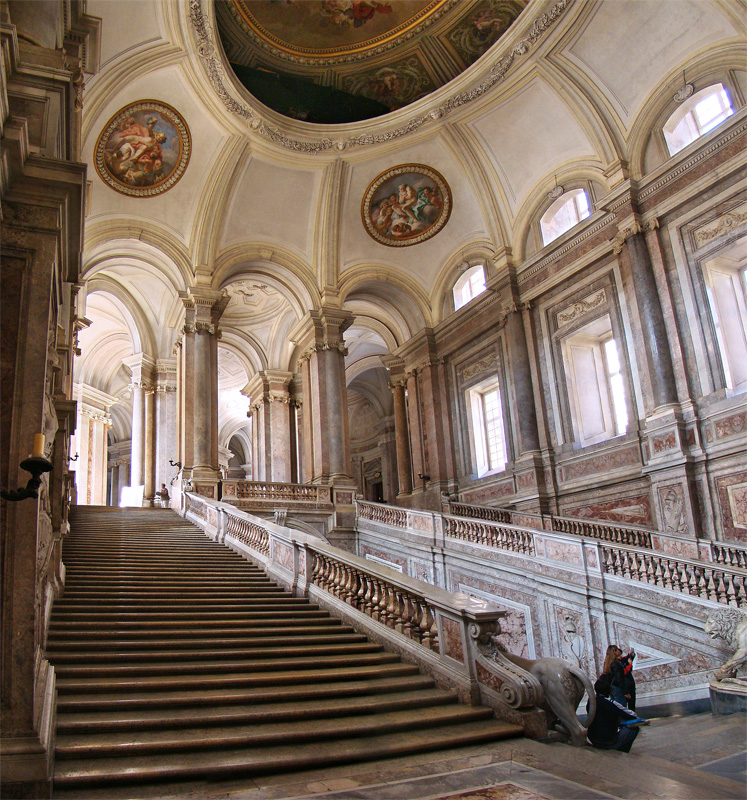
荣誉阶梯
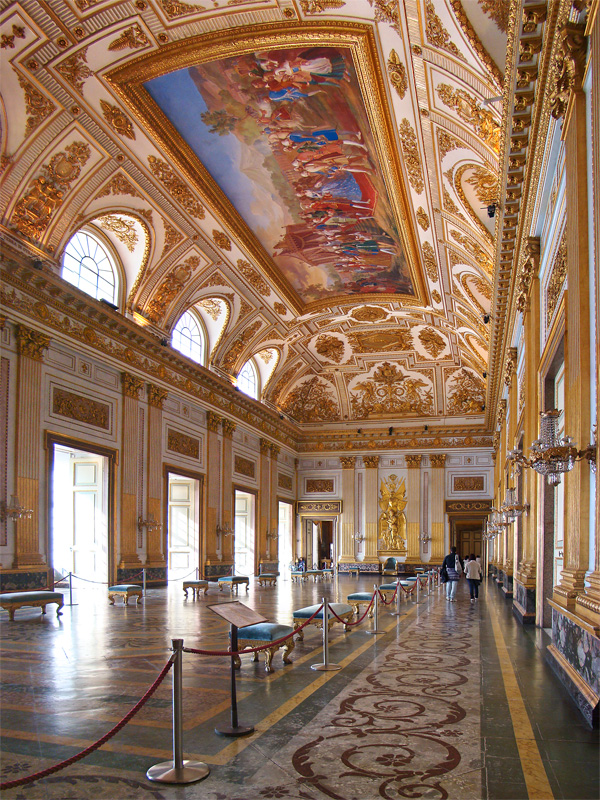
王位房间
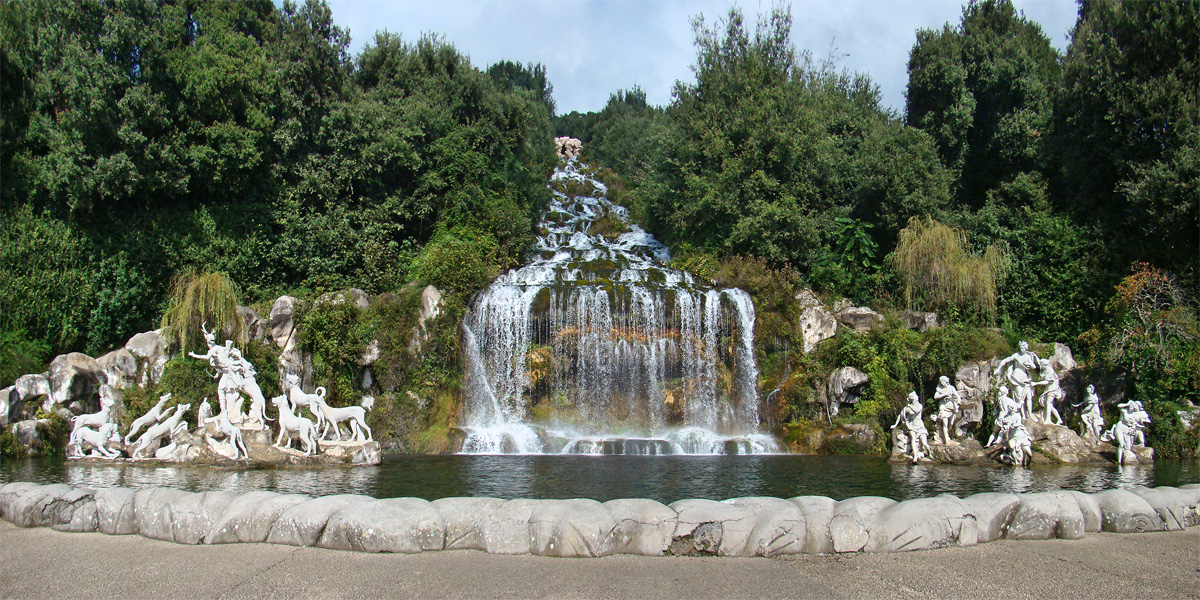
瀑布脚下的喷泉

## 外部連結
- 官方網站

41°04′12″N 14°19′33″E / 41.07000°N 14.32583°E